# Kannami
Kannami (函南町, Kannami-chō) est un bourg du district de Tagata, situé dans la préfecture de Shizuoka, au Japon.

## Géographie

### Démographie
Au 1er mars 2014, la population de Kannami s'élevait à 38 286 habitants répartis sur une superficie de 65,13 km2.

## Transports
Le bourg de Kannami est desservi par la ligne principale Tōkaidō et par la ligne Sunzu.